# Космос-1366
Космос-1366 је један од преко 2400 совјетских вјештачких сателита лансираних у оквиру програма Космос.
Космос-1366 је лансиран са космодрома Тјуратам, Бајконур, СССР, 17. маја 1982. Ракета-носач Протон је поставила сателит у орбиту око планете Земље. 